# Arthur von der Groeben (homme politique)
Ne doit pas être confondu avec Arthur von der Groeben (général).
Arthur Johann Wolfgang Albrecht Wilhelm comte von der Groeben (né le 17 février 1812 et mort le 5 janvier 1893 à Ponarien, arrondissement de Mohrungen (de)) est majorat à Ponarien, chevalier légal de l'Ordre de Saint-Jean, premier lieutenant prussien, député de la Chambre des seigneurs de Prusse et député du parlement provincial.

## Biographie
Il se marie avec Auguste baronne von Dörnberg (1815-1876) le 3 septembre 1837. Elle est la fille du lieutenant-général hanovrien Wilhelm von Dörnberg (1768-1850). De ce mariage naît onze enfants, dont le lieutenant-général prussien Harald von der Groeben (1856-1926).